# Pavol Blažek
Pavol Blažek (* 9. Juli 1958 in Trnava) ist ein ehemaliger slowakischer Leichtathlet, der bis 1992 für die ČSSR antrat. Bei einer Körpergröße von 1,68 m betrug sein Wettkampfgewicht 58 kg.
Pavol Blažeks größter Erfolg war der Europameistertitel im 20-km-Gehen 1990. 

## Karriere
Seine erste internationale Medaille gewann Blažek bei den Europameisterschaften 1982 in Athen, als er hinter dem Spanier José Marín und seinem slowakischen Landsmann Jozef Pribilinec Bronze gewann. Auch in den folgenden Jahren stand Blažek meist im Schatten seines Landsmanns. Nur 1981, 1990 und 1991 wurde er Meister der ČSSR über 20 km. Über diese Strecke ging er 1990 auch Weltbestzeit mit 1:18:13 h. Bei den Europameisterschaften 1990 in Split gewann er vor dem Spanier Daniel Plaza und dem Franzosen Thierry Toutain.
Der Sportsoldat nahm an vier Olympischen Spielen und fünf Weltmeisterschaften teil, häufig sowohl über 20 als auch über 50 km. In seiner außergewöhnlich langen Karriere wurde er bei keinem wichtigen Wettkampf disqualifiziert, und lediglich 1982 in der Hitze von Athen gab er über 50 km auf.

## Platzierungen
- 1980 20 km Gehen: Platz 14 in 1:35:30 h Olympische Spiele
- 1980 50 km Gehen: Platz 10 in 4:16:26 h Olympische Spiele
- 1982 20 km Gehen: Platz 3 in 1:26:13 h Europameisterschaften
- 1983 20 km Gehen: Platz 6 in 1:21:54 h Weltmeisterschaften
- 1983 50 km Gehen: Platz 17 in 4:06:49 h Weltmeisterschaften
- 1986 20 km Gehen: Platz 6 in 1:23:26 h Europameisterschaften
- 1987 20 km Gehen: Platz 11 in 1:24:37 h Weltmeisterschaften
- 1987 50 km Gehen: Platz 18 in 3:58:43 h Weltmeisterschaften
- 1988 5000 m Gehen: Platz 9 in 19:03,82 min Halleneuropameisterschaften
- 1988 20 km Gehen: Platz 15 in 1:22:39 h Olympische Spiele
- 1988 50 km Gehen: Platz 12 in 3:47:31 h Olympische Spiele
- 1989 5000 m Gehen: Platz 4 in 18:55,78 min Halleneuropameisterschaften
- 1989 5000 m Gehen: Platz 6 in 18:41:34 min Hallenweltmeisterschaften
- 1990 5000 m Gehen: Platz 4 in 19:15,78 min Halleneuropameisterschaften
- 1990 20 km Gehen: Platz 1 in 1:22:05 h Europameisterschaften
- 1991 20 km Gehen: Platz 17 in 1:22:34 h Weltmeisterschaften
- 1992 20 km Gehen: Platz 17 in 1:29:23 h Olympische Spiele
- 1992 50 km Gehen: Platz 29 in 4:22:23 h Olympische Spiele
- 1993 20 km Gehen: Platz 15 in 1:25:31 h Weltmeisterschaften
- 1994 5000 m Gehen: Platz 6 in 19:14,00 min Halleneuropameisterschaften
- 1994 50 km Gehen: Platz 9 in 3:49:44 h Europameisterschaften
- 1995 50 km Gehen: Platz 17 in 4:03:45 h Weltmeisterschaften
- 1996 50 km Gehen: Platz 46 in 1:29:41 h Olympische Spiele